# István Pelle
István Pelle (26. července 1907, Budapešť – 6. března 1986, Buenos Aires) byl maďarský sportovní gymnasta. Na olympijských hrách v Los Angeles roku 1932 získal čtyři medaile, z toho dvě byly zlaté (kůň našíř a prostná) a dvě stříbrné (víceboj a bradla). Stal se prvním maďarským olympijským vítězem v gymnastice. Byl rovněž dvojnásobným mistrem světa, v roce 1930 na hrazdě a roku 1931 na bradlech (šlo o speciální šampionát u příležitosti 50. výročí založení Mezinárodní gymnastické federace, někdy nepovažovaný za oficiální mistrovství světa). Získal také 35 individuálních titulů mistra Maďarska. V roce 1936 se zapsal na Pécsskou univerzitu a získal titul v oborech politologie a právo. Během své závodní kariéry pracoval jako úředník sociální pojišťovny. Po druhé světové válce z Maďarska emigroval a usadil se v Argentině. Živil se zde jako kočovný umělec, zpíval maďarské písně a hrál u toho na housle. Věnoval se též malování. Později trénoval argentinský národní gymnastický tým a pracoval jako učitel tělocviku. Maďarsko již nikdy nenavštívil.